# اندیس ولی محمد
ولی محمد یک اندیس فلزی است که در حوالی شهر کوهین استان همدان قرار دارد و مادهٔ معدنی موجود در آن، مس است.  